# Рокицани (округ)
Рокицани (чеськ. Okres Rokycany) — адміністративно-територіальна одиниця в Плзенському краї Чеської Республіки. Адміністративний центр — місто Рокицани. Площа округу — 629,57 кв. км., населення становить 47 986 осіб.
До округу входить 68 муніципалітетів, з котрих 6 — міста.